# نام برادر من روبرت است و او یک ابله است
نام برادر من روبرت است و او یک ابله است (آلمانی: Mein Bruder heißt Robert und ist ein Idiot) فیلمی در ژانر درام به کارگردانی فیلیپ گرونینگ است که در سال ۲۰۱۸ منتشر شد.